# Sunbeam (bilmärke)

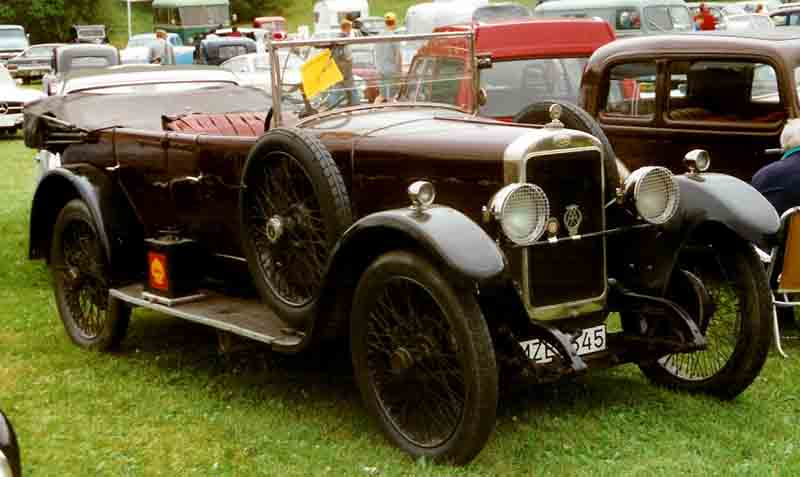
Sunbeam 14/40 hp 1926

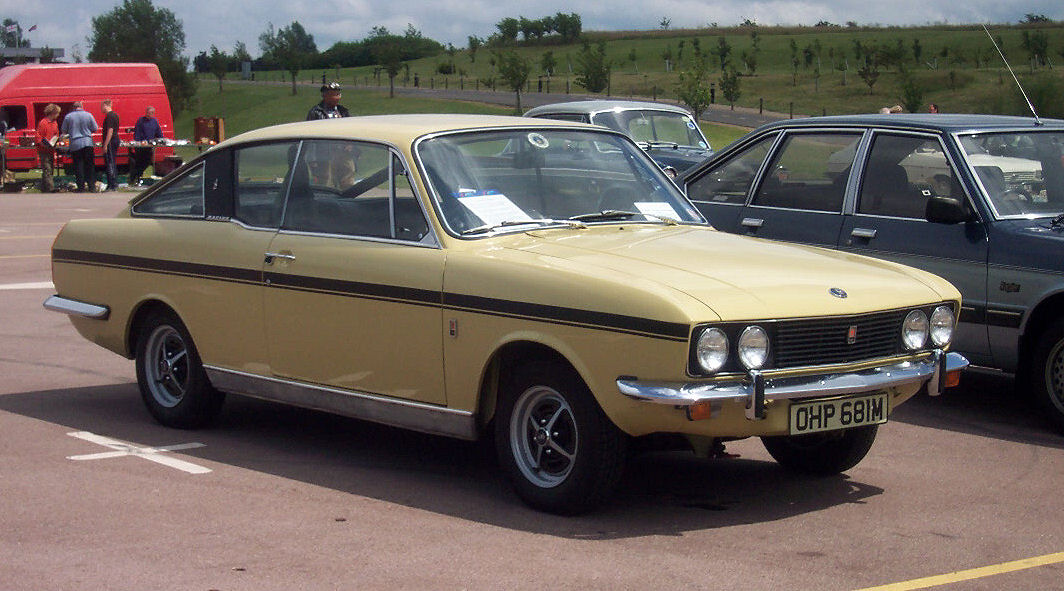
Sunbeam Rapier H120

Sunbeam är ett brittiskt bilmärke som tillverkades 1899–1976. Från 1935 ingick Sunbeam som märke i Rootes och från 1967 i Chrysler Europe. 

## Historia

### Sunbeam Motor Car Company
John Marston och Maxwell Maberly-Smith sålde sina första bilar under namnet Sunbeam Maberly. Från 1903 importerade Marston chassin från franska Berliet och försåg dem med egna karosser. Senare använde man alltmer egna komponenter vid fabriken i Wolverhampton. 1905 bildades Sunbeam Motor Car Company Ltd. 1909 började Louis Coatalen på Sunbeam sedan han lämnat Hillman. Under första världskriget tillverkade Sunbeam 647 flygplan.
1920 gick Sunbeam samman med franska Darracq som tidigare köpt upp Talbot med tillverkning i London, och bildade STD Motors (Sunbeam, Talbot och Darracq). 
Sunbeam hade en omfattande tävlingsverksamhet. Den mest framgångsrika modellen var 3 Litre, som kom tvåa vid Le Mans 24-timmars 1925 och konkurrerade med Bentley. Man byggde även specialvagnar för hastighetsrekord på land. Men tävlingsverksamheten kostade stora pengar och 1934 gick STD Motors i konkurs.

### Del av Rootes-koncernen

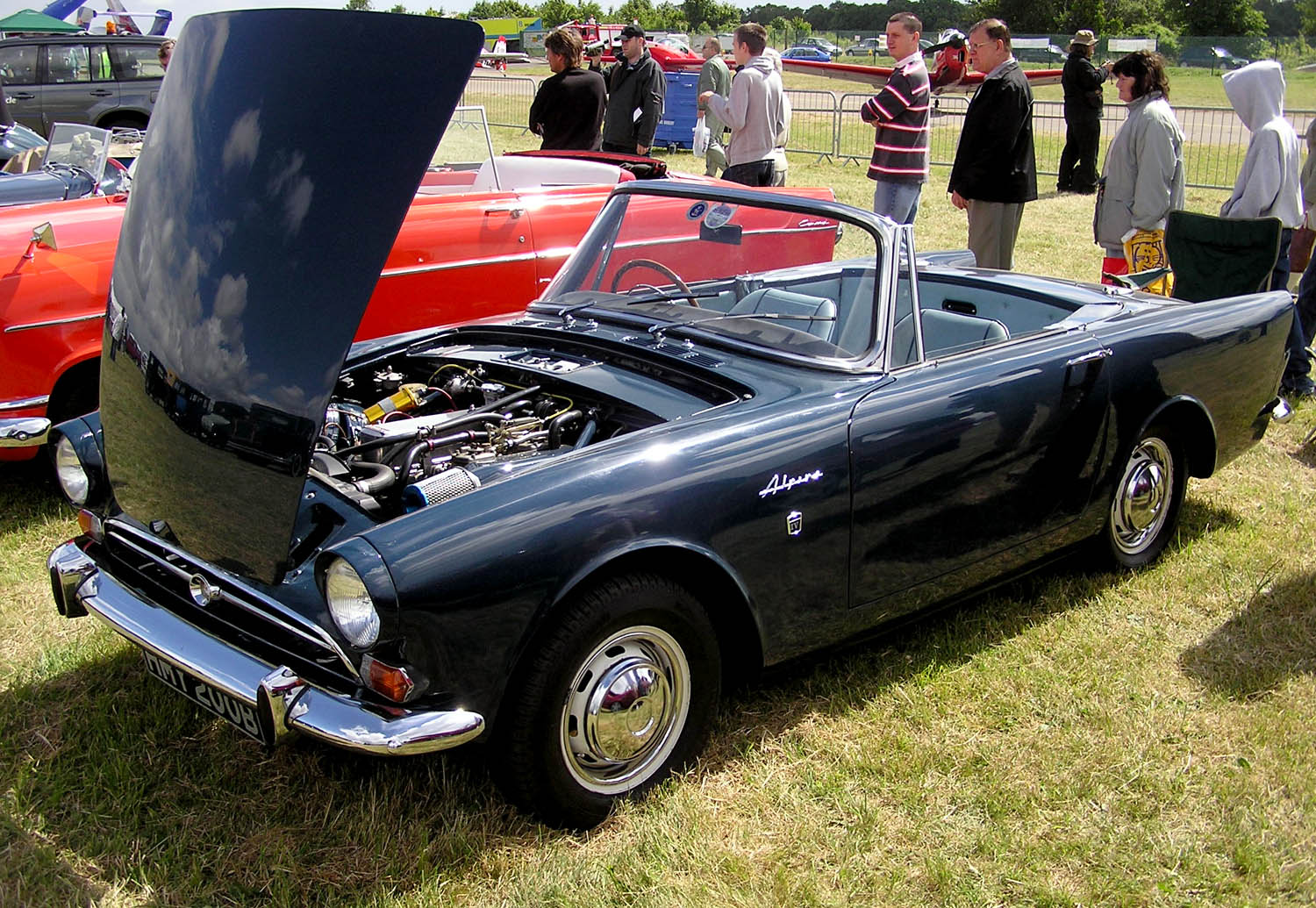
Sunbeam Alpine Series IV 1964

Rootes köpte först Talbot och ersatte modellprogrammet med nya bilar, baserade på Humber- och Hillman-bilar. Talbot levde även vidare i Frankrike, sedan Antonio Lago köpt den franska delen av STD. För att minska namnförbistringen köpte Rootes även namnet Sunbeam 1935 och döpte om de engelska bilarna till Sunbeam-Talbot. Efter andra världskriget flyttades tillverkningen från London till Rootes anläggningar i Ryton-on-Dunsmore utanför Coventry. Sunbeam-Talbot 90 visade sig bli en framgångsrik rallybil och utgjorde grunden till Alpine. Rapier var en sportversion av Hillman Minx. Även nästa version av Alpine byggde på Minx-komponenter, medan Stiletto var en sportversion av Hillman Imp.

### Nedläggning
Chryslers uppköp av Rootes 1967 innebar att sportbilarna Alpine och Tiger lades ned. Den nya versionen av Rapier, som kom 1968, var redan klar innan uppköpet. Namnet Sunbeam användes på många europeiska exportmarknader på familjebilar från Hillman fram till 1976, då Chrysler lade ned sina brittiska märken och döpte om bilarna till Chrysler.

## Några Sunbeam-modeller
- 1901-1904 Sunbeam Maberly
- 1903-1910 Sunbeam 12 hp
- 1905-1911 Sunbeam 16/20
- 1908-1908 Sunbeam 20 hp
- 1908-1909 Sunbeam 35 hp
- 1909-1909 Sunbeam 16 hp
- 1909-1915 Sunbeam 20 hp
- 1910-1911 Sunbeam 12/16
- 1911-1915 Sunbeam 30 hp
- 1912-1915 Sunbeam 16 hp
- 1912-1914 Sunbeam 16/20
- 1919-1921 Sunbeam 16/40
- 1919-1924 Sunbeam 24 hp
- 1922-1923 Sunbeam 14 hp
- 1923-1926 Sunbeam 20/60
- 1924-1933 Sunbeam 16 hp
- 1925-1930 Sunbeam 3 Litre
- 1926-1932 Sunbeam Long 25
- 1927-1933 Sunbeam 20 hp
- 1933-1935 Sunbeam Speed Twenty
- 1934-1935 Sunbeam Twenty
- 1934-1935 Sunbeam Twenty-Five
- 1934-1935 Sunbeam Dawn
- 1936-1937 Sunbeam 30 hp
- 1938-1948 Sunbeam-Talbot Ten

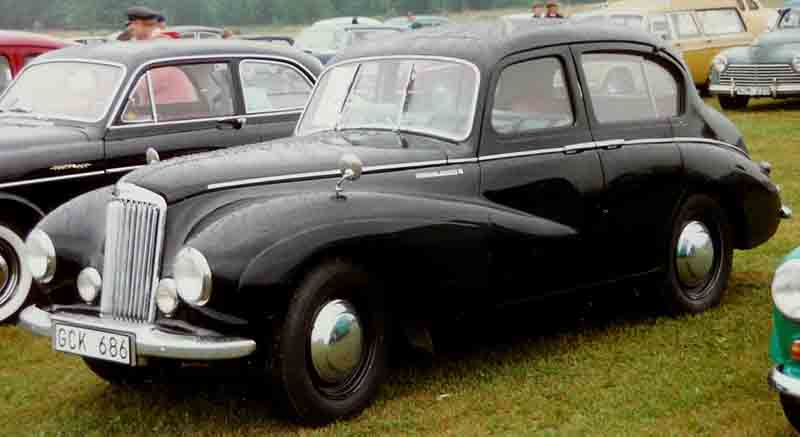
Sunbeam-Talbot 90 1948

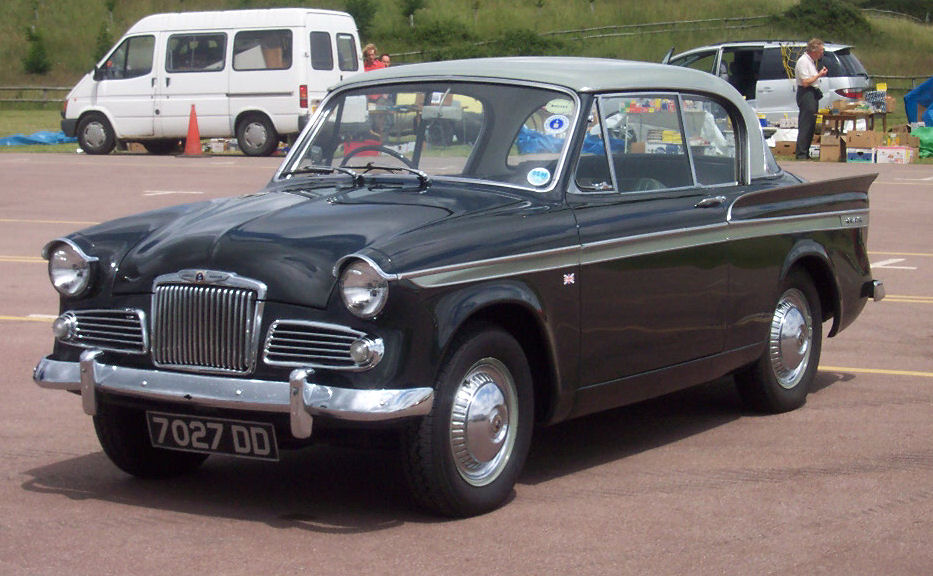
Sunbeam Rapier Series III

- 1939-1948 Sunbeam-Talbot Two Litre
- 1938-1940 Sunbeam-Talbot Three Litre
- 1939-1940 Sunbeam-Talbot Four Litre
- 1948-1954 Sunbeam-Talbot 90
- 1953-1975 Sunbeam Alpine
- 1955-1976 Sunbeam Rapier
- 1964-1967 Sunbeam Tiger
- 1967-1976 Sunbeam Stiletto